# Runaway: A Road Adventure
Runaway: A Road Adventure è un'avventura grafica sviluppata da Pendulo Studios nel 2001 per Microsoft Windows. Il gioco riprende la lunga tradizione dei punta e clicca a due dimensioni.
Un secondo episodio, Runaway 2: The Dream of the Turtle, è stato distribuito in Germania e in Francia nel 2006. Nel 2007 è stato distribuito nel Regno Unito, in Spagna, negli Stati Uniti e in Italia. Il terzo episodio, Runaway: A Twist of Fate, è uscito il 19 marzo 2010.

## Trama
New York. Lo studente universitario di fisica Brian Basco parte per raggiungere l'Università della California - Berkeley, ma prima decide di fare una rapida sosta in una libreria. Mentre è alla guida, Brian investe una giovane donna in fuga, Gina Timmins, e l'accompagna in ospedale. Qui Gina gli dice di essere una cantante e che suo padre, un impiegato del governo, dopo una sua esibizione in un locale le ha consegnato un antico e misterioso crocifisso da tenere al sicuro; in seguito Gustav e Feodor, due made man al soldo della famiglia mafiosa dei Sandretti, lo hanno rapito nel retro del locale e brutalmente interrogato per estorcergli informazioni riguardo al manufatto, mentre lei li ha osservati di nascosto. L'uomo è stato ucciso accidentalmente, costringendo Gina a rivelare la sua presenza e a essere inseguita in strada: Brian le ha quindi inconsapevolmente salvato la vita. Gina conclude la sua storia e si addormenta per effetto dei sedativi; intrigato, Brian decide di aiutarla a sfuggire dalla mafia, e supera in astuzia uno scagnozzo Sandretti che intendeva uccidere la ragazza. Brian e Gina fuggono verso un museo di Chicago, dove il primo crede che il suo amico archeologo Clive possa rivelare loro qualcosa di più sul crocifisso. Munchkin Bob, un informatore della mafia, avverte Gustav e Feodor del loro arrivo al museo.
Clive porta Brian dalla restauratrice Susan Olivaw che identificherà il crocifisso, che si scoprirà essere di origine Hopi. All'uscita, però, Brian viene stordito da Gustav e Feodor, che hanno promesso di lasciar vivere Clive in cambio di Gina e Brian. Tuttavia, i due malviventi uccidono comunque Clive e trasportano i due prigionieri in una remota capanna nel deserto. Brian viene interrogato e picchiato fino a perdere i sensi, e si risveglia da solo, poiché i gangster hanno legato e portato Gina in una stanza separata per interrogarla. Brian riesce a sgattaiolare fuori e incontra Luca, Carla e Mariola, tre drag queen abbandonate dal loro manager dopo che il loro bus è andato in panne, e accetta di aiutarle a fuggire in cambio del loro aiuto a salvare Gina. Carla, rivelatasi un ex-soldato, dirotta l'elicottero dei mafiosi come veicolo di fuga per il gruppo, e i tre portano Brian e Gina nel deserto Hopi in Arizona, prima di andarsene per la loro strada.
Durante la ricerca di indizi riguardo al crocifisso, Gina cade in un buco vicino a una miniera abbandonata. Brian rimane sconvolto dall'apparente morte della ragazza e medita di abbandonare la missione, finché appare un misterioso uomo Hopi, Wupuchim, il quale dichiara di essere l'ultimo capo della sua tribù e che gli rivela che il crocifisso è la chiave per aprire una cripta sacra che si trova vicino a un villaggio Hopi oltre la miniera abbandonata. Poiché la miniera è bloccata da un grosso masso e Brian non ha rifornimenti, è costretto a esplorare l'area circostante, giungendo alla città fantasma di Douglasville. Brian incontra la giovane hacker Sushi Douglas, discendente dell'ultimo sindaco della città, e Oscar, un uomo forte dal passato travagliato che ora lavora per la guaritrice locale, Mama Dorita. Aiutato da Oscar, Brian sposta il masso all'entrata della miniera e raggiunge il villaggio Hopi abbandonato dove trova Gina viva e vegeta, ma con una gamba rotta. Brian sblocca la cripta Hopi, e Wupuchim gli dona un dito umano conservato in una bottiglia di formaldeide, posto nella cripta per sacrilegio da un discendente Hopi ora deceduto. Brian e Gina tornano da Mama Dorita per curare la gamba rotta di lei, e Brian sceglie di avvalersi dei suoi servizi per contattare il padre di Gina tramite una seduta spiritica: Brian funge da medium e viene posseduto.
Gina parla dunque con lo spirito di Johnny l'Indiano, ex-membro dei Sandretti, riguardo ad una grossa somma di denaro che egli aveva nascosto, ma lo spirito rifiuta di rivelarne la posizione. Finita la seduta, Gina ammette a Brian di avergli mentito: non è una cantante, ma una spogliarellista, e l'uomo che aveva visto morire in realtà era proprio Johnny, il quale aveva offerto alla ragazza di fuggire via con lui e con i 20 milioni di dollari che aveva rubato e nascosto ai Sandretti; dopo la sua morte, la chiave a forma di crocifisso era l'unico indizio su dove si trovassero i soldi.
Pur ferito da queste rivelazioni, Brian decide di aiutare ugualmente Gina, e viene a sapere da Sushi che Johnny, ovvero John Tawangyawma, aveva usato la propria sorella gemella Mary, divenuta suora col nome di Juana Buenadicha, per nascondere i soldi nella Mojave Bank, una banca che fornisce l'accesso tramite la scansione dell'impronta digitale del dito indice: infatti le banche come questa versano al governo una notevole somma di denaro in cambio dell'immunità e non devono fornire alcuna spiegazione sulla natura dei beni depositati, tanto che neppure la polizia ha accesso all'elenco dei clienti come pure ai loro beni, inoltre è praticamente inespugnabile, al punto che nessuno ha mai provato a rapinarla. Tuttavia, temendo che potesse tradirlo, Johnny uccise la sorella e usò il suo dito indice destro come chiave. In quel mentre Gustav e Feodor raggiungono Douglasville, ma Oscar si occupa facilmente dei due gangster chiudendoli in prigione, e Sushi li incastra simulando le loro voci con una telefonata diretta a Roberto Sandretti, il quale perciò crede che i suoi uomini abbiano rubato i soldi di Johnny, e creando un falso estratto conto per rendere più credibile la cosa; Gustav e Feodor vengono così rapiti e assassinati dagli stessi Roberto e Carlo Sandretti.
Gina si veste da suora e utilizza il dito di Juana per ritirare con successo i soldi dalla banca. Infine, Brian fa ritorno con Gina e i soldi a Berkeley, ringraziandola per tutto, e per avere vissuto con lei momenti incredibili. Gina chiede a Brian di andare via con lei, poiché si è innamorata e la cosa è reciproca anche per Brian. Inizialmente lui rifiuta, e Gina ammette che si sentirà triste senza di lui. Lasciando infine andare Brian, che si allontana ammettendo di sentirsi un idiota per la scelta fatta. Subito dopo, Gina fa marcia indietro, avendo intuito che lui voleva seguirla. Brian non se lo fa ripetere e salta in macchina, scappando con lei ai tropici. Si vedono così i due attraversare in macchina il ponte di Brooklyn, godendosi il sole. Brian e Gina ricompaiono dopo i titoli di coda, mentre si stanno godendo il sole ai tropici; Brian saluta il giocatore spiegando che a volte nella vita non ti devi far scappare le grandi occasioni e augura al giocatore di rivederlo in futuro. Gina chiede a Brian di metterle la crema solare.

## Modalità di gioco
Il motore grafico del gioco è sviluppato in modo da integrare modelli tridimensionali a fondali interattivi disegnati a mano. Per i modelli poligonali, un particolare filtro (cel shading) permette il rendering in due dimensioni. Ciò fa sì che il comparto grafico del gioco assomigli a quello di un cartone animato, permettendo comunque l'uso di alcuni effetti visivi avanzati come l'illuminazione in tempo reale, i cambi di prospettiva e la visione panoramica.

## Personaggi e doppiatori
- Brian Basco, doppiato in italiano da Luca Sandri.
È il protagonista ed unico personaggio controllato dal giocatore. È uno studente ventitreenne originario di New York laureato in fisica ed è appena stato accettato all'Università della California a Berkeley. Ragazzo alto, biondo, dagli occhi azzurri, il personaggio di Brian è ritratto come timido e distaccato, quasi impacciato, sebbene i suoi sentimenti per Gina lo costringano spesso ad alcune azioni coraggiosissime.
- Gina Timmins, doppiata in italiano da Marisa Della Pasqua.
È una ragazza molto attraente che Brian investe accidentalmente con la sua auto e di cui si innamora immediatamente. Donna bellissima, alta e castana, Gina lavora come cantante (che nel corso della storia si scoprirà che non lo è) e ballerina in un night club di New York chiamato Iguana Rosa, dove è entrata in possesso di un misterioso artefatto, cioè un antico e misterioso crocifisso, e dove è stata testimone dell'omicidio di suo padre, o almeno così lei dice. Un velo di oscurità nasconde le motivazioni di Gina, ma...
- Don Roberto Sandretti, doppiato in italiano da Silvano Piccardi.
È il settantenne boss mafioso italo-statunitense che fa uccidere il padre di Gina dai suoi due scagnozzi Gustav e Feodor. È il più pericoloso boss di New York, insieme a suo fratello Carlo, ma le sue attività illegali si estendono fino all'Arizona. Domina e controlla polizia, magistrati, FBI e persino la CIA, grazie alle grosse tangenti che può permettersi. Capo della famiglia mafiosa Sandretti, è spietato e sadico, ma sempre freddo, razionalissimo e dai modi distinti. Gestisce il suo impero criminale dalla sua villa di Brooklyn insieme al fratello Carlo. Fisicamente è magro, di bassa statura, ha gli occhi castani e i capelli bianchi. Alla fine del primo capitolo, infuriato per il tradimento (escogitato da Sushi Douglas) dei suoi scagnozzi non riuscirà a toccare neppure un centesimo del denaro di Johnny l'Indiano (ucciso dagli stessi).
- Don Carlo Sandretti, doppiato in italiano da Mario Romano.
È il fratello minore di Don Roberto e suo sottoposto. Elemento di secondo piano della cosca, sa tuttavia imporsi al fratello maggiore grazie al suo fisico corpulento, che mette un po' tutti in soggezione. Violento come il fratello, è però molto più impulsivo e meno razionale: venuto a conoscenza del tradimento di Gustav e Feodor, infuriato e sentendosi preso in giro, Carlo non esita a ucciderli, mandando all'aria tutti i piani di Roberto di recuperare il denaro di Johnny.
- Gustav (Gustav Kotic) e Feodor (Feodor H. Klavenov), doppiati in italiano da Claudio Moneta e Riccardo Rovatti.
Sono due scagnozzi mafiosi al servizio dei Sandretti. Nel duo, Gustav sembra essere il capo, mentre Feodor è molto avventato e propenso ad atti brutali. Entrambi sono sulle tracce di Brian e Gina, ma che poi verranno uccisi dai Sandretti per via di uno stratagemma escogitato da Sushi e Brian che incastrerà i due scagnozzi. Grazie ad alcune ricerche fatte cda Sushi, si scopre che Gustav è un appassionato di cinema.
- Clive Kastropulos, doppiato in italiano da Luca Bottale.
È un vecchio amico di Brian, direttore del Museo di archeologia e storia naturale di Chicago. Quando Brian gli si rivolge per avere notizie sul crocifisso di Gina, Clive lo invia dalla dottoressa Susan Olivaw per il restauro, avvertendolo comunque dell'impossibilità di effettuarlo in breve tempo. Clive non esiterà a tradirlo consegnando lui e Gina a Gustav e Feodor, che li avevano rintracciati. Clive viene tuttavia ucciso dai due scagnozzi.
- Susan Olivaw, doppiata in italiano da Donatella Fanfani.
È la restauratrice del Museo di archeologia e storia naturale di Chicago. Donna molto nervosa e perennemente stizzita, prende molto sul serio il proprio lavoro, al limite dell'ossessione. Brian chiederà aiuto a lei per restaurare il crocifisso, ma al netto rifiuto della dottoressa Olivaw, escogita un piano per far si che la sua richiesta venga soddisfatta.
- Willy (William P. Dustin), doppiato in italiano da Patrizio Prata.
È un giovane addetto alla manutenzione e alle pulizie del Museo di archeologia e storia naturale di Chicago. Uomo laborioso, ma di pessimo carattere, accede a materiale riservato del museo mascherandosi da direttore e operatore di un'attività inesistente (cioè di un'azienda che si occupa di materiale da laboratorio). Grazie alla sua incompetenza Brian riesce a entrare nel laboratorio di ricerca e a fare un'analisi completa del crocifisso, che si rivela un oggetto di origine Hopi, un'antica tribù di nativi americani dell'Arizona. Willy viene ucciso da Gustav e Feodor, dopo che li ha visti armati nel museo.
- Lula, Carla e Mariola, doppiate in italiano da Mario Romano, Raffaele Fallica e Patrizio Prata.
Sono le “Divas”, trio di cantanti drag queen abbandonate sul loro pullman nel bel mezzo di un loro tour nazionale, nel deserto dell'Arizona, dal loro autista Jules. Le tre, all'inizio, chiesero aiuto a Jules per cercare soccorsi, ma poi, si resero conto che fu proprio egli il responsabile di tutto: sabotò il pullman e scappò via con i loro soldi. Inizialmente Carla e Mariola costituivano un duo, ma dopo dieci anni si unì a loro Lula. Brian le incontra dopo essere riuscito a fuggire dal capannone in cui è stato rinchiuso insieme a Gina da Gustav e Feodor. Grazie alle cantanti, Brian organizzerà la fuga di Gina e del trio sull'elicottero di Gustav e Feodor. Di Mariola non si conosce niente sulla sua vera identità, mentre invece quelle vere di Lula e Carla sono rispettivamente:
  - Lou Lamerre: ex campione di basket dell'NBA per tre anni di fila, ma che sbagliò l'ultimo canestro nelle finali del '95. Lou dice che quello fosse fallo, e che l'arbitro di quella partita non se ne fosse accorto;
  - Sergente Hewitt: ex marine degli Stati Uniti e pilota da ricognizione Bravo appartenente al reggimento Windward e al secondo battaglione Charly.
- Rocco Wallace, doppiato in italiano da Claudio Beccari.
È un culturista a guardia del granaio in cui è custodito l'elicottero di Gustav e Feodor. Sarà proprio l'elicottero l'unica via di fuga per Brian, Gina e il trio dal deserto in cui sono bloccati. Ma per fare questo Brian dovrà prima immobilizzare per alcune ore, con l'aiuto di Lula, il culturista per mezzo di una pillola su una lattina che lui beve senza accorgersene e, quando verrà quel momento, le Divas si prenderanno cura di lui e che lo porteranno sulla strada giusta.
- Sushi Douglas, doppiata in italiano da Emanuela Pacotto.
È la discendente dell'ultimo sindaco della città fantasma di Douglasville. Giovane e ricchissima, lei e i suoi amici telematici (il rastafariano Rutger e lo scienziato e artista Saturn) sono gli unici abitanti della città dei suoi avi. Aiuta Brian a trovare l'antica miniera che conduce al vicino villaggio Hopi, nei cui pressi si trova la cripta sacra che racchiude il mistero del crocifisso e dove uno stregone indiano di nome Wupuchim consegnerà a Brian un altrettanto misterioso dito conservato in una bottiglia di formaldeide, chiave per accedere ai 20 milioni di dollari di Johnny custoditi nella Mojave Bank. Sushi aiuterà Brian a recuperarli con l'aiuto di Gina, a fuggire e a sbarazzarsi definitivamente dei killer Gustav e Feodor con un ingegnoso piano
- Saturn (Kevin Anderson), doppiato in italiano da Claudio Moneta.
È l'amico di Sushi trasferitosi con lei e Rutger a Douglasville per dedicarsi alle sue attività preferite: la scienza e la tecnica. Ultimamente in preda ad un blocco creativo, sarà aiutato da Brian grazie all'elmetto telepatico di Joshua, che gli fornirà un'ispirazione fulminante. Alto e con i capelli tinti di blu, è un bravo ragazzo piuttosto ingenuo.
- Rutger Johnson, doppiato in italiano da Luca Bottale.
È l'altro amico di Sushi, trasferitosi a Douglasville e insediatosi nel saloon, dove ha messo su una serra per coltivare piante e erbe africane, che fuma costantemente. Dal suo aspetto e dalla sua passione si evince chiaramente che è un Rastafariano. Costantemente in giro in cerca di piante da coltivare, rientra al saloon solo dopo il ritorno di Brian dalla miniera. Suo è il decotto con cui Brian raggiunge la condizione di medium nella seduta spiritica di Mama Dorita. Inoltre si sa che ha l'hobby di suonare il bongo.
- Joshua, doppiato in italiano da Pietro Ubaldi.
È un simpatico signore con qualche problema mentale che si improvvisa ricercatore e crede di essere in grado di comunicare con esseri extraterrestri chiamati Trantoriani. Viene incontrato da Brian nei pressi di un cratere situato poco vicino Douglasville. Il giovane protagonista, che non vuole contraddirlo perché lo ritiene “mentalmente instabile”, lo aiuta a rimettere in funzione la macchina delle comunicazioni e lo vede scomparire misteriosamente dopo averla attivata, lasciando il suo elmetto telepatico (che successivamente Brian darà a Saturn) e un mucchietto di terra bruciata. Non è chiaro se Joshua sia stato vittima di un rapimento alieno, ma il contesto sembra spingere in tale direzione. L'aspetto e il comportamento di Joshua ricalcano quello dello scienziato pazzo, genio della tecnologia e capace di costruire qualsiasi cosa,  come la macchina delle comunicazioni stessa o l'elmetto telepatico.
- Mama Dorita, doppiata in italiano da Annamaria Mantovani.
È una guaritrice messicana che vive alla periferia di Douglasville. Brian si rivolge a lei per curare la gamba che Gina si è rotta cadendo in una buca nel deserto. Per partecipare a una sua seduta spiritica, ingerisce uno speciale decotto di Rutger che lo rende idoneo all'esperimento e cade in trance, rivelando il segreto di Johnny l'Indiano, un nativo Hopi ucciso dai Sandretti sotto gli occhi di Gina. Brian si arrabbia molto quando viene a sapere che non era stato il padre di Gina ad essere ucciso, ma Johnny appunto, un criminale al soldo dei Sandretti.
- Oscar, doppiato in italiano da Claudio Beccari.
È il guardiano e assistente di Mama Dorita. Corpulento, altissimo e dalla forza sovrumana, aiuta Brian ad accedere all'antica miniera spostando un masso enorme. Apparentemente mansueto, in realtà ha avuto qualche problema con la giustizia, ma Brian lo nomina sceriffo di Douglasville con il consenso di Sushi Douglas, e riesce a catturare nel caravan di Johnny Gustav e Feodor e a rinchiuderli nella prigione della cittadina fino al loro incastramento da parte di Sushi e Brian.
- Wupuchim, doppiato in italiano da Riccardo Rovatti.
È uno stregone indiano Hopi ed ultimo capo tribù. Brian lo incontra all'inizio vicino all'ingresso di una miniera. Egli gli dice di non rassegnarsi per la perdita di Gina, e che la risposta sta nel proseguire la sua missione, e gli spiega anche che quel crocifisso è in realtà una chiave per accedere alla sacra cripta degli Hopi. Alla fine Brian lo rincontra proprio all'interno della sacra cripta, e che darà a lui un misterioso dito umano conservato in una bottiglia di formaldeide, che sarà la chiave per accedere al denaro di Johnny l'Indiano del valore di 20 milioni di dollari, custoditi in una banca chiamata Mojave Bank.
- Johnny l'Indiano.
Il cui vero nome è John Tawangyawma. È un misterioso uomo nativo dell'Arizona e di origine Hopi, di cui si verrà a conoscenza solo nel sesto capitolo, quando, durante la seduta spiritica, si scopre che Gina ha mentito riguardo alla storia dell'omicidio di suo padre. Johnny era uno scagnozzo al soldo dei Sandretti, ed era stato lui ad essere ucciso la notte dell'incidente con la macchina in cui Gina fu investita. Si scopre che Johhny aveva passato 4 anni in carcere per una rapina ad un furgone ed era intenzionato a tradire i Sandretti e tenere per sé il denaro. Per evitare che lo scoprissero, nascose il bottino del colpo (venti milioni di dollari) in una banca chiamata Mojave Bank, che ha un sistema di sicurezza molto sofisticato basato sul riconoscimento delle impronte digitali. Questi con la complicità di sua sorella gemella, riuscì a nascondere i venti milioni nella Mojave Bank e a far registrare le impronte della sorella nel database della banca.  Dopo un po' di tempo, però, Johnny iniziò ad avere paura che sua sorella potesse tradirlo così, senza pensarci due volte, la uccise, le tagliò un dito, e si liberò del cadavere gettandolo in un fiume. Successivamente conservò il dito in una bottiglia di formaldeide e la nascose nella sacra cripta degli Hopi, la cui unica possibilità di accesso stava nel crocifisso che Johnny stesso consegnò a Gina la sera stessa che fu ucciso dai Sandretti,  che lo interrogarono sull'ubicazione del denaro e lo pestarono a morte.
- Padre di Gina, doppiato in italiano da Marco Balzarotti. Inizialmente ci viene presentato dai racconti di Gina come un agente governativo interrogato e poi ucciso dai Sandretti per avere il crocifisso Hopi. Nell'ultimo capitolo, si scopre invece che è un allevatore di pecore a Marion Bridge, nello Utah, del tutto estraneo alla vicenda dei Sandretti, ma usato da Gina come pretesto per impietosire Brian e farsi aiutare.
- Munchkin Bob, doppiato in italiano da Silvano Piccardi.
 Un informatore dei Sandretti. Grazie ad una sua soffiata, riusciranno a catturare Gina e Brian all'interno del museo. E sempre grazie a lui, Gustav e Feodor scopriranno l'ubicazione del caravan di Johnny

## Hidden Runaway
In occasione del decennale dell'uscita del gioco la Pendulo, in associazione con l'editore BulkyPix, ha pubblicato una versione hidden object del gioco. Il lancio è avvenuto su App Store il 18 ottobre 2012.

## Serie
- 2001 - Runaway: A Road Adventure
- 2006 - Runaway 2: The Dream of the Turtle
- 2009 - Runaway: A Twist of Fate